# 尾形英夫
尾形 英夫（おがた ひでお、1933年2月20日 - 2007年1月25日）は、TMF代表取締役社長、元徳間書店常務取締役、『アニメージュ』初代編集長。宮城県気仙沼市出身。

## 来歴
宮城県気仙沼市松岩出身。宮城県気仙沼高等学校、明治大学卒業。
1961年に徳間書店入社後『アサヒ芸能』編集長などを経て、日本初のアニメ専門雑誌『アニメージュ』を創刊し初代編集長。誌名の由来は「animation」と「image」をミックスさせ、「アニメージュ」（Animage）とした。
アニメーターに目を掛け、漫画家として発掘するという手法を実践し特集号を多く組み、部数増加に成功。宮崎駿『風の谷のナウシカ』を『アニメージュ』（1982年 - 1994年）で連載させ、1984年春公開の同劇場版アニメ『風の谷のナウシカ』や、1986年夏公開の『天空の城ラピュタ』でプロデューサーをつとめる。安彦良和原作・監督『アリオン』も1986年春に劇場アニメ化に際し、製作担当で多く特集号を出した。
『ナウシカ』は連載開始前、当時宮崎駿が『名探偵ホームズ』の仕事で、多忙を極めていたため、企画断念を進言されたが「月に3ページだけでもかまわない」と連載にこぎつけた。のちスタジオジブリの設立に携わり、数々のジブリ作品のプロデュースを手がけ、その発展に貢献した。
「スーパー戦隊シリーズ」の名付け親も尾形本人である。
2007年1月25日、胃癌により死去。73歳没。
息子はアニメージュ1982年6月号にアンパンが好きな尾形編集長の息子(15)名義で「なにをかくそう、ぼくはロリコンなんです」の書き出しで寄稿している。

## 職歴
- 1961年4月1日 - 明治大学政経学部卒業、徳間書店に入社。
- 1978年5月26日 - 『月刊アニメージュ』の初代編集長。
- 1994年3月31日 - 徳間書店を退社。
- 2004年4月1日 - TMF代表取締役社長。
- 2007年1月25日 - 胃癌のため死去[1]。

## プロデュース作品
1984年
- 風の谷のナウシカ（企画）

1985年
- 戦国魔人ゴーショーグン 時の異邦人（プロデューサー）
- 天使のたまご（企画）

1986年
- 天空の城ラピュタ（企画）
- GREY デジタル・ターゲット（企画）
- アリオン（製作）

1987年
- 大魔獣激闘 鋼の鬼（企画）
- デジタル・デビル物語 女神転生（プロデューサー）

1988年
- 銀河英雄伝説 わが征くは星の大海（企画）
- 神州魑魅変（企画）
- となりのトトロ（企画）
- 遠山桜宇宙帖 奴の名はゴールド（企画）

1989年
- 華星夜曲（企画）
- 寒月一凍悪霊斬り（企画）
- 魔女の宅急便（企画）

1990年
- 魔獣戦線（企画）
- 亜人戦士（企画）
- 毎日が日曜日（企画）

1991年
- おもひでぽろぽろ（企画）

1992年
- アップフェルラント物語（企画）
- 紅の豚（エグゼクティブプロデューサー）

1993年
- ちょっとだけよ ランジェリーコンペ大作戦（企画）
- 銀河英雄伝説 新たなる戦いの序曲（企画）
- 海がきこえる（企画）

1994年
- けんか屋 伝説の裏ケンカ師!無敗伝説（プロデューサー）
- 平成狸合戦ぽんぽこ（企画）

## 著書
- 尾形英夫『あの旗を撃て! 『アニメージュ』血風録』オークラ出版、2004年11月。ISBN 978-4-7755-0480-2。

## 関連人物
- 高畑勲
- 押井守
- 池田憲章
- 大野修一
- 鈴木敏夫
- 徳間康快